# Herman Wouters
Herman Wouters (Grobbendonk, 19 februari 1940) is een Belgisch voormalig politicus voor de PVV en vervolgens de VLD/Open Vld. Hij was burgemeester van Grobbendonk.

## Biografie
Wouters werd politiek actief in de aanloop naar de gemeenteraadsverkiezingen van 1976 op verzoek van de toenmalige burgemeesters John Smets van Grobbendonk en Willy Taelman van Bouwel. Hij werd verkozen tot gemeenteraadslid op de kieslijst Gemeentebelangen Grobbendonk-Bouwel (GGB). Beroepshalve was hij werkzaam op een notariaat, daarnaast was hij actief bij het lokale toneelgezelschape en voetbalploeg. In 1980 werd hij aangesteld als schepen van financiën en cultuur, een mandaat dat hij drie jaar zou uitoefenen. 
In 1988 werd Wouters gemandateerd als burgemeester. Na de gemeenteraadsverkiezingen van 1994 werd zijn herbenoeming lange tijd tegengehouden. Hij werd beschuldigd van belangenvermenging in eind 1995 doorverwezen naar de correctionele rechtbank. Hij zou als voormalig notarismedewerker de raadszitting niet verlaten hebben bij het bespreken van verkavelingsvoorwaarden. Eind 1996 bekwam hij opschorting van uitspraak. Minister van binnenlandse zaken Johan Vandelanotte weigerde hem begin 1997 te benoemen tot burgemeester. Nadat dit vonnis bevestigd werd door de Raad van State, ontstond er in de gemeenteraad van Grobbendonk een wisselmeerderheid tussen CVP, Agalev en SP met de socialist Karel Bogaerts als burgemeester.
Bij de gemeenteraadsverkiezingen van 2000 was Wouters opnieuw lijsttrekker, ditmaal niet onder de naam van GGB, maar onder de partijnaam VLD. Hij werd opnieuw burgemeester in een coalitie tussen VLD en CVP. Zes jaar later werd deze coalitie verdergezet en bleef hij burgemeester. Dit tot de lokale verkiezingen van 2012.